# Mindaugas Kvietkauskas

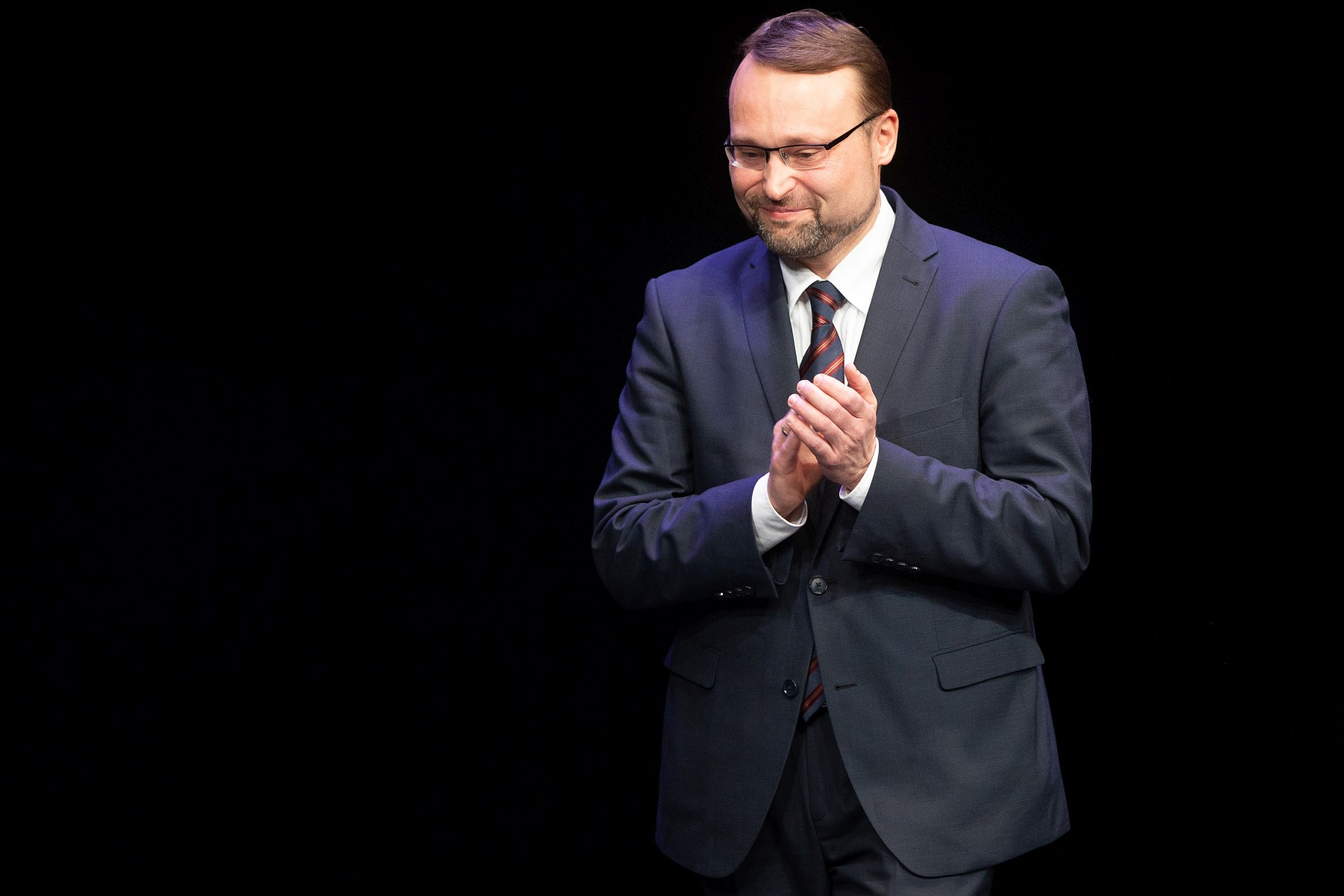

Mindaugas Kvietkauskas (* 27. Mai 1976 in Panevėžys) ist ein litauischer Literaturwissenschaftler, Dichter, Politiker. Von 2019 bis 2020 war er Kulturminister Litauens.

## Leben
Nach dem Abitur an der Mittelschule absolvierte er 2000 das Diplomstudium der litauischen Sprache und Literatur an der Vilniaus universitetas. 1999 bis 2002 arbeitete er in der Redaktion des Magazins „Metai“. Ab 2005 lehrte er an der VU. 2006 promovierte er in Literaturwissenschaft zum Thema „Ankstyvasis Vilniaus literatūrinis modernizmas (1904–1915)“. Ab 2015 lehrte er als Dozent. Ab 200 arbeitete er am Lituanistik-Institut (Lietuvių literatūros ir tautosakos institutas), das er 2008 bis 2018 als Direktor leitete. Im Dezember 2018 ernannte die litauische Präsidentin Dalia Grybauskaitė ihm zum Kulturminister. Er leitete das Kulturministerium Litauens im Kabinett Skvernelis.